# الجمعية الفلسطينية الشرقية
كانت الجمعية الفلسطينية الشرقية عبارة عن جمعية "لنشر البحوث حول الشرق القديم"، تأسست بمبادرة ألبرت كلاي في القدس عام 1920. تم تأسيسها في وقت انتقلت فيه السيطرة على فلسطين من الدولة العثمانية إلى البريطانيين بعد نهاية الحرب العالمية الأولى، وعندما كان علم الآثار يتم إضفاء الطابع المهني عليه وتحديثه.
نُشرت "مجلة الجمعية الشرقية الفلسطينية" من عام 1920 حتى عام 1948، ولم تتوقف إلا خلال عدة سنوات من الحرب العالمية الثانية.

## الأصول

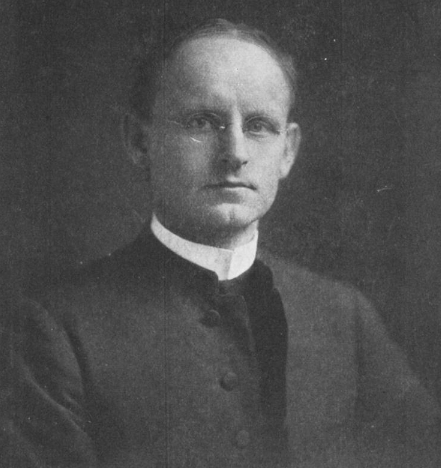
ألبرت كلاي، مؤسس الجمعية

تعود فكرة تأسيس الجمعية إلى عالم الآشوريات بجامعة ييل ألبرت كلاي، الذي كان يقضي عامًا في فلسطين كأستاذ زائر للمدرسة الأمريكية للبحوث الأثرية في فلسطين. صاغها على غرار الجمعية الشرقية الأمريكية التي تأسست عام 1842.
عقد اجتماع تمهيدي في 9 يناير 1920 حضره عدد من الشخصيات الأكاديمية والسياسية والعسكرية المرموقة، وتم اعتماد دستور تضمن أن هدف المجتمع هو "نشر البحوث حول الشرق القديم".
انعقد الاجتماع العام الأول للجمعية في القدس في 22 مارس 1920 حيث تضمنت الأوراق التالية: "تأثير الطبوغرافيا في المزامير" لجون بونيت بيترز؛ و"نقش عبري فلسطيني" لناحوم سلوش، و"بعض المعاني الجديدة للجذور العبرية" بقلم داود يلين؛ و"فئات الأسماء والقطبية في اللغة الحامية وتأثيرها على أصل السامية" بقلم ويليام إتش ووريل؛ و "فسيفساء بيت لحم" لتيموثاوس ثيميليس. بعد السنة الأولى كان لديها 150 عضوا.

## الضباط والرعاة
أول رئيس كان ماري لاغرانج، الذي خلفه البروفيسور جون غارستانج. الرعاة الأوائل هم الجندي إدموند ألنبي الذي استولى على القدس لصالح البريطانيين عام 1917، وأول مفوض سام لفلسطين، السير هربرت صموئيل.

## الأنشطة
تزامن إنشاء المجتمع مع تغيير الحكومة في فلسطين بعد أن فقدت الدولة العثمانية سيطرتها على الأرض المقدسة لصالح البريطانيين بعد نهاية الحرب العالمية الأولى، مما أدى إلى ما كان يأمل مؤسسو المجتمع - بحسب زعمهم - أن يكون حقبة جديدة من البحث الأثري في ظل إدارة أكثر "استنارة" مما كان عليه الحال في ظل الأتراك عندما كان الباحثون "يعانون من إعاقات كثيرة ومرهقة".

كما تزامن مع تحديث الأساليب الأثرية وإضفاء الطابع المهني عليها وإنشاء مؤسسات جديدة لدعم المجتمع الأثري في فلسطين مثل دائرة الآثار والمجلس الاستشاري للآثار الذي أنشأته الحكومة البريطانية الجديدة. في استعراضه لـ "عمل السنة"، وفي قبوله منصب الرئيس الثاني للجمعية، أعرب جون غارستانج، مدير الآثار في حكومة فلسطين، عن أمله في أن تصبح الجمعية لفلسطين معادلة للأكاديمية البريطانية في لندن، وللأكاديمية الفرنسية للعلوم في باريس. كما حدد الأسس التي توقع على أساسها ممارسة علم الآثار في فلسطين، بدءًا من المبدأ الأسمى القائل بأن "معالم وآثار فلسطين تخص فلسطين والفلسطينيين". وذكر كذلك أن:
لقد ولّت الأيام التي كان يُسمح فيها للفرد بتسليم المواقع القديمة بحثًا عن الآثار لمصلحته الخاصة فقط. يجب الحكم على نتائج الحفريات ليس فقط من خلال الأشياء المكتشفة، ولكن بشكل أكبر من خلال المعلومات المتعلقة بظروف الاكتشاف التي يتم استخلاصها فقط بالطريقة الأكثر صبرًا. تعتبر علاقة الشيء بمحيطه ذات أهمية أكبر بكثير للتاريخ من الموضوع نفسه.
تضمنت الإجراءات الإضافية الحد من تصاريح التنقيب لمن ترعاهم المنظمات الأثرية، وإنشاء سجل للمواقع التاريخية وقوانين الحفاظ عليها، وجرد مخزون التجار وجامعي الآثار، وإنشاء متحف، وبرنامج الحفظ والإصلاحات.

## المجلة
أصدرت الجمعية "مجلة الجمعية الشرقية الفلسطينية" من أكتوبر 1920 مع ظهور المجلد الأول في عام 1921. كانت المقالات باللغات الإنجليزية والفرنسية والألمانية. لم يتم إصدارها لعدة سنوات خلال الحرب العالمية الثانية، وبعد استئنافها، توقفت نهائيًا مع المجلد 21 في عام 1948.
- المجلد الأول، 1920-1921.
- المجلد 2، 1922.
- المجلد 3، 1923.
- المجلد 4، 1924.
- المجلد 5، 1925.

## للاستزادة
- Irving, Sarah R. (2017). Intellectual networks, language and knowledge under colonialism: The work of Stephan Hanna Stephan, Elias Haddad and Tawfiq Canaan in Palestine, 1909-1948. Literatures, Languages and Cultures PhD Thesis Collection, University of Edinburgh.